# 林庭壆
林庭壆（1508年—？），字利節，號虚江，福建福州府閩縣林浦鄉人，儒籍，明朝政治人物。

## 生平
嘉靖十年（1531年）辛卯科福建鄉試第八十五名舉人，嘉靖十四年（1535年）中式乙未科會試第四十九名，三甲第一百八十五名進士。授中书舍人，擢任戶科給事中。

## 家族
曾祖林本，曾任訓導；祖父林元發，曾任義官；父林潮。母藍氏。具慶下。從兄林庭㭿，工部左侍郎；林庭機，同科進士；兄林庭舉；林庭譽；弟林庭學；林庭黌；林庭嚳。